# Ted Lindsay
Robert Blake Theodore Lindsay, detto Ted (Renfrew, 29 luglio 1925 – Oakland, 3 marzo 2019), è stato un hockeista su ghiaccio canadese.

## Biografia
Nel corso della sua carriera ha giocato con Toronto St. Michael's Majors (1943/44), Detroit Red Wings (1944-1957, 1964/65) e Chicago Black Hawks (1957-1960).
Ha vinto l'Art Ross Trophy nel 1950. Ha contribuito alla fondazione della National Hockey League Players Association.
Nel 1966 è stato inserito nella Hockey Hall of Fame.